# TP d'Or 2000
Els premis TP d'Or 2000 foren entregats el 26 de gener de 2001 en un acte celebrat al Palacio de Congresos (Campo de las Naciones) presentat per Paz Padilla i Ramón García.
| Categoria                               | Programa                      | Persona                       | Resultat         |
| --------------------------------------- | ----------------------------- | ----------------------------- | ---------------- |
| Actor                                   | 7 vidas                       | Javier Cámara                 | Guanyador        |
| Actor                                   | Periodistas                   | José Coronado                 | Nominat          |
| Actor                                   | Un chupete para ella          | Juanjo Puigcorbé              | Nominat          |
| Actriu                                  | Compañeros                    | Eva Santolaria                | Guanyadora       |
| Actriu                                  | Compañeros                    | Beatriz Carvajal              | Nominada         |
| Actriu                                  | Periodistas                   | Alicia Borrachero             | Nominada         |
| Presentador                             | ¿Quién quiere ser millonario? | Carlos Sobera                 | Guanyador        |
| Presentador                             | Crónicas Marcianas            | Javier Sardà                  | Nominat          |
| Presentador                             | Lluvia de estrellas           | Bertín Osborne                | Nominat          |
| Presentadora                            | Sabor a ti                    | Ana Rosa Quintana             | Guanyadora       |
| Presentadora                            | Waku Waku i Buenas tardes     | Núria Roca                    | Nominada         |
| Presentadora                            | El Juego del Euromillón       | Paula Vázquez                 | Nominada         |
| Sèrie Nacional                          | Compañeros                    | Compañeros                    | Guanyador        |
| Sèrie Nacional                          | Periodistas                   | Periodistas                   | Nominat          |
| Sèrie Nacional                          | 7 vidas                       | 7 vidas                       | Nominat          |
| Informatiu diari                        | La 2 Noticias                 | La 2 Noticias                 | Guanyador        |
| Informatiu diari                        | Informativos Telecinco        | Informativos Telecinco        | Nominat          |
| Informatiu diari                        | Antena 3 Noticias             | Antena 3 Noticias             | Nominat          |
| Programa d'actualitat i reportatges     | El informal                   | El informal                   | Guanyador        |
| Programa d'actualitat i reportatges     | Caiga quien caiga             | Caiga quien caiga             | Nominat          |
| Programa d'actualitat i reportatges     | Informe semanal               | Informe semanal               | Nominat          |
| Programa d'espectacles i entreteniment  | Crónicas Marcianas            | Crónicas Marcianas            | Guanyador        |
| Programa d'espectacles i entreteniment  | Música sí                     | Música sí                     | Nominat          |
| Programa d'espectacles i entreteniment  | Noche de fiesta               | Noche de fiesta               | Nominat          |
| Magazine                                | Sabor a ti                    | Sabor a ti                    | Guanyador        |
| Magazine                                | Lo + Plus                     | Lo + Plus                     | Nominat          |
| Magazine                                | Mírame                        | Mírame                        | Nominat          |
| Concurs                                 | ¿Quién quiere ser millonario? | ¿Quién quiere ser millonario? | Guanyador        |
| Concurs                                 | Pasapalabra                   | Pasapalabra                   | Nominat          |
| Programa d'Humor                        | Cruz y Raya.com               | Cruz y Raya.com               | Guanyador        |
| Programa d'Humor                        | El club de la comedia         | El club de la comedia         | Nominat          |
| Programa d'Humor                        | Entre Morancos y Omaítas      | Entre Morancos y Omaítas      | Nominat          |
| Programa Infantil                       | Club Disney                   | Club Disney                   | Guanyador        |
| Programa Infantil                       | Club Megatrix                 | Club Megatrix                 | Nominat          |
| Premi Especial Trajectòria Professional | Carmen Sarmiento              | Carmen Sarmiento              | Carmen Sarmiento |